# Monochrome Display Adapter
Monochrome Display Adapter (モノクローム ディスプレイ アダプター、MDA) は、1981年にIBM PC用に開発されたテキスト表示用のビデオカードである。グラフィック表示用のCGAとともに、IBM PCおよびその互換機用の最初の標準的ビデオカードとなった。

## 概要
MDAには4KバイトのVRAMが搭載され、80桁×25行のテキスト（9x14フォント）を表示することができる。またプリンタインターフェース（パラレルポート）を持っており、当時求められていたテキスト表示と印刷のための機能を考えると割安であった。コントローラは、CGA同様モトローラMC6845を用いている。
この80桁×25行（9x14フォント）は、グラフィックス解像度と比較すると720×350ピクセルに相当するため、後にこの解像度でグラフィック表示を行える Hercules Graphics Card がHercules社から発売され、おりからのスプレッドシートブームと相まって爆発的な売れ行きを示した。
MDAの全表示モードは、後継のEGA, VGA, XGA等でもサポートされており上位互換性がある。

## 機能

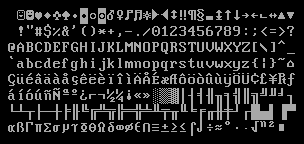
コードページ 437 の文字

MDAの表示モードは、1種類のテキストモードだけである。
- 80桁x25行（9x14フォント、720x350解像度相当、モノクロノーム） (07h)

表示可能な文字は256種類で、始めの128字は標準的なASCII文字セット。後の128字はアクセント文字、ローマン体、数学記号やグラフィック文字を含んでおり、拡張ASCIIとして知られる。この文字セットはコードページ437として知られる。フォントパターンは8KBのROMに記憶されており、ソフトウェアから変更することはできない。このためアスキーアートが「グラフィカル」に表示を行う唯一の方法である。
MDAのテキストモード(07h)は、CGAの持つテキストモード(01h, 02h, 03h, 04h)とは一部は類似しているが異なる。なお80桁はIBMがパンチカードや端末装置のIBM 3270などで使用していた桁数である。
MDAによって生成される文字は、非表示、下線、通常、明瞭（ボールド）、反転、点滅の属性を持っている。いくつかの属性は組み合わせて使うことができる。
| 属性         | 表示例       |
| ------------ | ------------ |
| 非表示       | 非表示       |
| 通常         | 通常         |
| 下線         | 下線         |
| 明瞭         | 明瞭         |
| 明瞭・下線   | 明瞭・下線   |
| 反転         | 反転         |
| 非表示・反転 | 非表示・反転 |

## コネクタ
MDAのディスプレイ接続用コネクタは DE-9である。ピン番号は順にソケット正面の右上から左上、右下から左下へ。

| ピン番号 | 機能               |
| -------- | ------------------ |
| 1        | GND                |
| 2        | GND                |
| 3        | （未使用）         |
| 4        | （未使用）         |
| 5        | （未使用）         |
| 6        | 輝度               |
| 7        | 映像信号           |
| 8        | 水平同期（正論理） |
| 9        | 垂直同期（負論理） |

## 信号
| 方式           | TTLレベル                            |
| 解像度         | 80文字x25行、720ドットx350ライン相当 |
| 水平同期周波数 | 18.432 kHz                           |
| 垂直同期周波数 | 50 Hz                                |
| 階調数         | 2-4                                  |